# Alvise Cornaro
Alvise (vaak ge-italianiseerd Luigi) Cornaro (Venetiaans Corner) (1464/1467 , 1475 of 1484 - 8 mei 1566, Padua) was waterbouwkundige, auteur, mecenas en bouwmeester, en investeerder in de ontginning van het platteland bij Venetië in Noord-Italië waardoor de weg werd gebaand voor de bijzondere landhuizen, Palladiaanse villa's in Veneto.

## Biografie
Alvise Cornaro, zou zijn geboren in de nabij Venetië gelegen stad Padua als nakomeling van het oud en rijk Venetiaans geslacht Cornaro (in het Venetiaans Corner), dat al meer dan 600 jaar politieke en militaire leiders in Venetië had voortgebracht. Het deel van het geslacht waartoe Alvise Cornaro behoorde was blijkbaar economisch ten onder gegaan, had zijn maatschappelijke status verloren en had zich klaarblijkelijk in Padua gevestigd. Padua was al eeuwen een van de centra van klassieke vorming. Zijn beroemde universiteit stamt al uit 1222. Schijnbaar werd Alvise Cornaro in zijn vroege leven in staat gesteld letterkunde en rechten te studeren maar slaagde hij er niet in af te studeren.
Alvise Cornaro kwam in de nabij gelegen stad Verona in contact met de waterbouwkundige, landbouwkundige, vestingbouwer en architect Fra Giovanni Giocondo (1433-1515). Deze zou zijn ware leermeester worden. Alvise Cornaro werd rijk doordat hij een klein, door zijn oom van moederskant, beschikbaar gesteld geldbedrag gebruikte voor zijn ondernemersvaardigheden in het bijzonder binnen het watermanagement. Daarbij werd moerasland drooggelegd ten behoeve van landbouw. Hij zou in 1566 een Trattato di Acqua (Verhandeling over watermanagement) schrijven. Ook huwde hij een vermogend vrouw uit Verona. Pogingen om in Venetië weer in de adelstand opgenomen te worden mislukten. Toen hij opnieuw rijkdom had vergaard studeerde hij in Padua waterbouwkunde, landbouwkunde en architectuur.

## Landontginning
Venetië had als zeehandelsmacht 'in den vreemde' steden en gebieden veroverd. Rond 1500 had Vasco da Gama echter een rechtstreekse zeeroute naar Indië ontdekt. De toegenomen Turkse macht nam eenmalige Venetiaans gebieden in de Egeïsche zee. Mede daardoor was de lucratieve zeehandel van Venetië tanende. Had de zeehandel steeds van al het nodige voorzien, zoals voedingsmiddelen als graan, bleek nu de grote afhankelijkheid van de import daarvan. Rond 1500 woedden in Noord-Italië de zogenoemde Italiaanse Oorlogen. Daarin verwoestten gecombineerde strijdkrachten van de Liga van Cambrai het grondbezit van en bij Venetië. Onder meer door slim onderhandelen kreeg Venetië een groot deel van het voormalig grondbezit op haar platteland weer in handen en kon Venetië haar autonomie behouden. Velen, waaronder Alvise Cornaro, beseften echter steeds meer dat de zeehandel niet meer de bron van rijkdom zou worden zoals voorheen, maar in de landbouw en dat geldelijk gewin behaald kon worden door te investeren in landbouw op het platteland bij Venetië. Daardoor zou men ook niet meer zo afhankelijk zijn van import van levensbehoeften. Dat gebied hadden zij echter op een klein deel en enkele vaarten en wegen na verwaarloosd. Veel drassig maar vruchtbaar land zou daarom ontgonnen moeten worden. Alvise Cornaro leidde bijeenkomsten met vooraanstaande mannen uit Padua en de nabijgelegen stad Vicenza. Daarin werd veelal gediscussieerd over de meest praktische manier om problemen rond de plannen van landontginning op te lossen, zowel agrarisch, architectonisch als decoratief.
Zijn initiatieven leidden er uiteindelijk toe dat het bestuur Venetië hiervoor subsidies en praktische hulp ging bieden. Uiteindelijk zou dan ook op dan ook op 30 juni 1563 de Magistrato sopra i beni inculti (Instantie voor braakliggend land) worden opgericht. Ook werd het Piano generale per la sistemazione e regelarizzione di tutti la acqua (Algemeen plan voor herordening en regulering van alle stromendee wateren)' opgesteld. Coöperaties werden opgericht die de loop van rivieren zouden gaan controleren. Stroomsnelheid van de gekanaliseerde wateren en het verloop van de afwateringsgreppels werd afgesteld op de irrigatie van velden. Met gebruik van schuivers, roosters, dammen en de verheffing van rivierbeddingen werd het water gereguleerd. Door de drooglegging van de moerassen konden vervolgens steeds grotere gebieden ontsloten worden voor landbouw. Nieuwe culturen zoals de aanbouw van maïs en rijst en de aanplanting van moerbeibomen werden ingevoerd. Toch bleven het voornamelijk rijke particulieren en consortia die stukje voor beetje de woeste grond van het platteland van en bij Venetië ontgonnen en ontsloten.

## Architectuur
Alvise Cornaro erfde van zijn oom van moeders kant land bij Este in de heuvels ten zuiden van Padua. Tevens een stuk grond in Padua met oorspronkelijk een voor de poorten van de stad gelegen woonverblijf dat op de ruïnes van een nederzetting was gebouwd. Langs het bouwwerk op zijn grond liep toentertijd een kleine rivier die als transportweg werd gebruikt. Via dit water kon men gemakkelijk van en naar Venetië. Rond 1555 zou Alvise Cornaro zijn ideeën over bouwkunst in zijn Trattato dell architecttura (Verhandeling over architectuur) beschrijven, een werk gericht naar de leek over de bouw en renovatie van woonhuizen. Net als zijn oom wijde Alvise Cornaro zich aan de wederopbouw van gebouwen die dienden voor ontspanning en cultuur in de breedste zin van het woord. Ze werden ontmoetingsplaatsen voor vrienden en onbekenden die werden aangetrokken door de culturele en intellectuele evenementen. Alvise Cornaro besloot op zijn grondgebied gebouwen neer te zetten die zouden dienen voor theateropvoeringen en concerten.

### Gian Maria Faloconetto
De uit Verona afkomstige schilder en architect Gian Maria Falconetto (1468 - 1535) zou Alvise Cornaro bij de bouw op zijn grondgebied helpen. Het was echter Alvise Cornaro die vanaf 1524 persoonlijk de bouw leidde.

### Invloed Vitruvius
In 25 voor Christus had de Romeinse architect Vitruvius bouwkundige principes opgetekend in zijn geschrift De Architectura Libri Decem (De tien boeken van architectuur). Het bevatte hooggeschatte regels voor de gedachte ideale compositie van een gebouw, de constructie en de versieringen ervan. Daaronder de Romeinse rondboog en tempelvormen als het fronton en de pilaar of zuil. Het idee was ook dat door proportioneel juiste verhoudingen toe te passen, zoals symmetrie, een evenwichtige bouwkundige compositie tot stand zou komen.

### De Loggia Cornaro

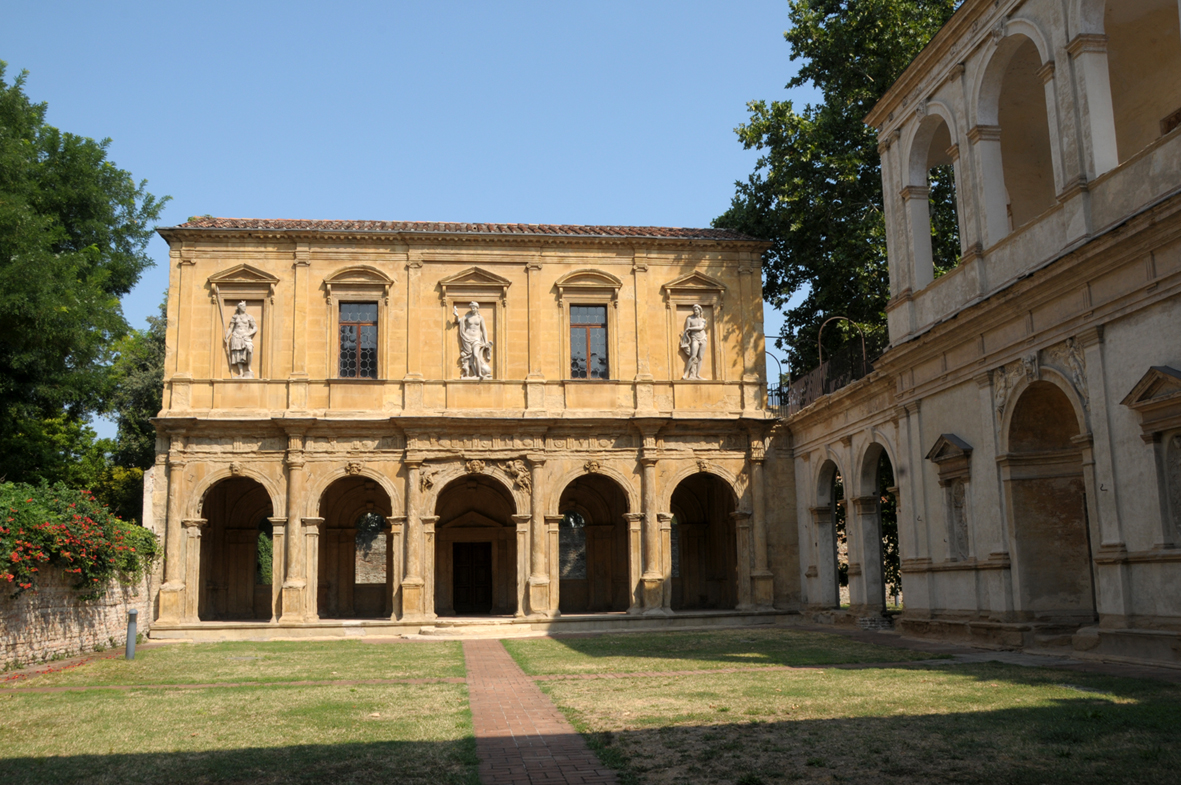
Voorzijde van de Loggia Cornaro met aan de rechterzijde het Odeon Cornaro

In de tuin van Alvise Cornaro in Padua werd een smal vrijstaand gebouw van twee verdiepingen opgericht. Als liefhebbers van de Romeinse Oudheid gaven zij het op de begane grond een open inpandige zogenoemde loggia waaraan het gebouw zijn naam dankt, de Loggia Cornaro. Mogelijk was het geïnspireerd op de in die tijd door Rafaël ontworpen Villa Madama in Rome. Deze was bekend als een recent bouwwerk in de oud-Romeinse stijl en zou worden beschreven in het architectuurboek van Sebastiano Serlio (1475 - 1553/55) Terzo Libero dell'Architettura(Libri III) (De vijf boeken van architectuur) dat in 1540 in Venetië zou worden gepubliceerd. De Villa Madama had de zogenoemde Loggia van Rafaël die geopend werd door drie Romeinse bogen. De Loggia Cornaro echter kreeg er vijf. Verwijzend naar de door muren niet meer als ondersteuning nodig pilaar zoals bij tempels worden de bogen bij de Loggia Cornaro gescheiden door halfzuilen (niet dragende met een platte kant tegen de gevel geplaatste zuilen). De aanhangers van Vitruvius hanteerden de hoog aangeslagen zogenoemde pilarenorde, zuilenorde, of pilasterorde. Daarbij zou een keuze uit vijf pilaarstijlen op een hiërarchische manier aan een gebouw moeten worden aangebracht. Deze halfzuilen hebben het pilaarkenmerkende hoofdeind, het kapiteel, met een kussenachtige versiering. Deze behoort in de hiërarchie tot de daarin laag geplaatste Dorische orde. De Loggia van Rafaël daarentegen heeft van pilaren afgeleide pilasters (niet dragende tegen de muur geplaatste 'platte zuilen'). Daarvan is het kapiteel versierd in de vorm van een ramshoren die in de hiërarchie tot de daarin als middelst geplaatste Ionische orde behoort.
De inpandige Loggia van Rafaël beslaat de gehele hoogte van het huis en heeft dan ook geen etage. Als zelfstandig bouwwerk kreeg de Loggia Cornaro er wel een. Op de gesloten etage bevinden zich symmetrisch boven de bogen van de begane grond openingen, waarvan er -nu- enkele als raam en anderen als nis dienen. Naar de Grieks/Romeinse bouwkunst is elke opening getooid met een afwisselend segmentvormig en driehoekig fronton als van een tempel. Op de etage bevindt zich symmetrisch boven elke pilaar van de begane grond een pilaster. Het kapiteel hiervan is versierd in de vorm van een ramshoren behorend tot de in de pilarenorde als middelst geplaatste Ionische orde.
Als begunstiger van schrijvers en kunstenaars, zoals de in Padua geboren Angelo Beolco genaamd Ruzante (1502 - 1542), zou Alvise Cornaro de loggia laten dienen als decor of toneelwand waarvoor de acteurs dialogen en komedies opvoerden. Als 'heggen-theater' zat het publiek daarbij in de openlucht in de tuin.

### De Odeon Cornaro

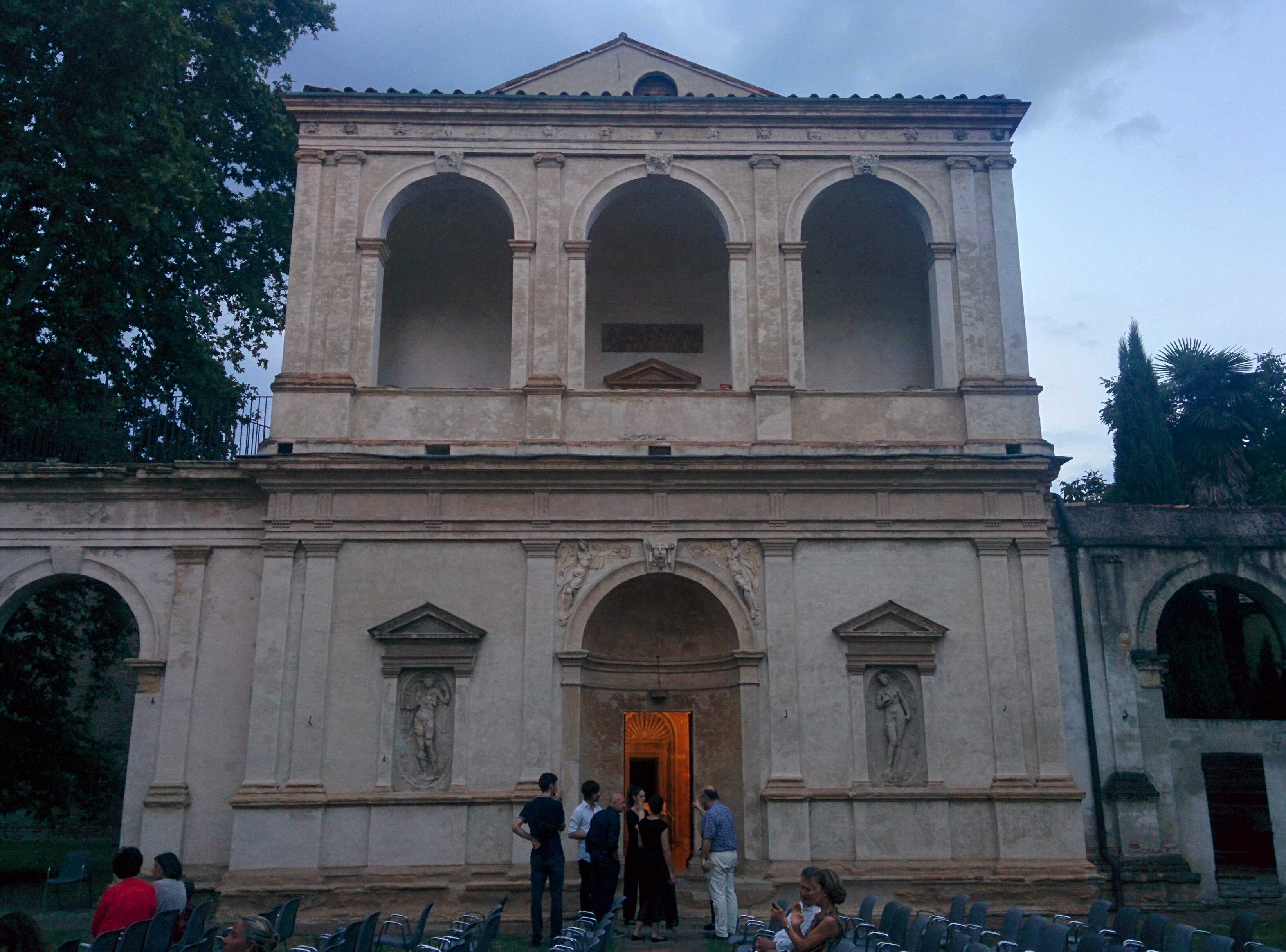
voorzijde van het Odeo Cornaro

Haaks op de Loggia Cornaro werd ook een tweede gebouw gerealiseerd, de Odeon Cornaro. Deze zou voornamelijk dienen voor kamerconcerten en andere culturele evenementen. Het compact smal twee verdiepingen hoge gebouw kreeg op de begane grond een portaal in de vorm van een Romeinse boog. Het portaal wordt geflankeerd door pilasters met het kussenachtige versierde kapiteel van de in de pilarenorde tot de laag geplaatste Dorische orde. Symmetrisch bevindt zich links en rechts ervan aan de façade -nu- een nis elk ter versiering getooid met een driehoekig fronton als van een tempel. Op de etage zijn symmetrisch boven de pilasters van de begane grond ook pilasters aangebracht. Deze hebben het kapiteel in de vorm van een ramshoren van de Ionische orde die in de hiërarchie de als middelste geplaatste is. In plaats van een robuuste afwerking van de hoeken van het gebouw kreeg het de elegante oplossing van een gekoppeld pilasterpaar.
Door deze uitvoering waren dit de eerste gebouwen in Veneto die geheel met de klassieke bouwvormen en verhoudingen zoals Vitruvius die had beschreven waren opgetrokken. Ook worden ze als de eerste experimenten in de geschiedenis op het gebied van het moderen theater beschouwd.

### De Villa Cornaro-d'Este
In Padua werden vooral tijdens de wintermaanden culturele evenementen van uiteenlopende aard georganiseerd. In het warme seizoen verbleef men buiten de stad, ten zuiden van Padua in de koele heuvels in Este in de Villa Cornaro-d'Este waarvan Alvise Cornaro zelf melding maakt. Hij geeft gedetailleerde beschrijvingen over de feesten en evenementen die daar onder zijn leiding plaatsvonden.
Naast bouwkundige adviezen wende Gian Maria Falconetto tot zijn dood omstreeks 1535 zijn capaciteiten als gerenommeerd kunstschilder aan om de gebouwen van decoratieve schilderingen te voorzien.
De Loggia Cornaro en de Odeon Cornaro die nu in de binnenstad van Padua zijn gelegen bleven in de loop der tijd vermoedelijk alleen ongeschonden omdat ze grenzen aan de beroemde basiliek van de Heilige Antonius van Padua.
Van de Villa Cornaro-d'Este is slechts een monumentale poort overgebleven, de Arco Benvenuti.
Alvise Cornaro zou volgens eigen zeggen ook een theater hebben gehad in het ten zuidoosten van Padua gelegen Loreo. Daar is echter geen spoor meer van te vinden.

## Vitale ouderdom
Alvise Cornaro wilde net als de aristocraten uit de Klassiek Oudheid ten volle profiteren van alle genoegens die het leven te bieden heeft. In 1505 echter, toen hij omstreeks 40 jaar was, bevond hij zich uitgeput en in een slechte gezondheid, een conditie veroorzaakt door zijn hedonistische levensstijl met onder meer overdadig eten en drinken. Op advies van doktoren volgde hij een caloriearm dieet waarbij hij zichzelf dagelijks alleen 350 gram voedsel (daaronder brood, eidooier, vlees en soep) en 414 milliliter wijn toestond. Na afgestapt te zijn van zijn hedonistische leefwijze zou hij in vitale gezondheid oud zijn geworden. Hij zou zelfs de leeftijd van bijna 100 jaar hebben gehaald. In 1550, toen hij ongeveer 83 jaar was, werd hij ertoe aangezet een eerste boek met zijn geheimen van gezondheid op te tekenen. Drie opvolgenden schreef hij in 1553, 1558 en 1562. De vier delen Discorsi della vitta sorbia (Gesprekken over het eenvoudige leven) die zijn leefregels beschrijven werden gepubliceerd tussen 1583 en 1595 en waren extreem succesvol. Het was voor het eerst dat men kennis kon nemen van een methode voor niet alleen een lang maar ook zinvol leven. De Engelse vertaling, vaak gerefereerd tot vandaag onder de titel The Sure and Certain Method of Attaining a Long and Healthfull Life, kreeg meerdere oplages.
'

## Navolging

### Gian Maria Flaconetto

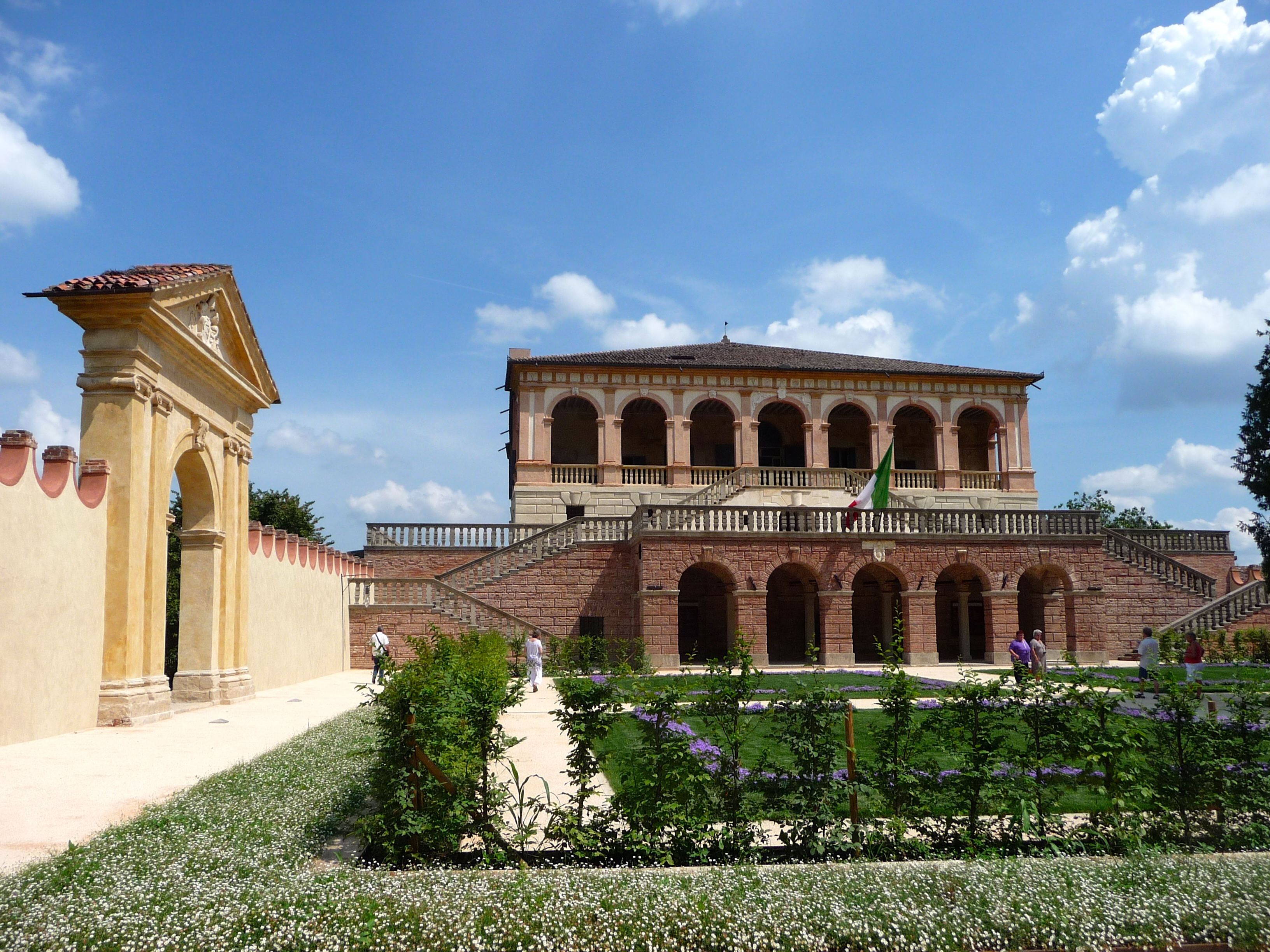
Villa dei Viscovi

Op aanbeveling van Alvise Cornaro als financieel adviseur van de Bisschop van Padua kreeg Gian Maria Falconetto in 1528 opdracht de Villa dei Viscovi (Villa van de Bisschop) in Luvigliano in de heuvels ten zuidoosten van Padua, te ontwerpen. Dit breed uitgelegd robuuste bouwwerk kreeg over zijn gehele als bel-etage dienende bovenverdieping lopende loggia geopend door zeven elegante Romeinse bogen. Op de begane grond als bedrijfsruimten kreeg het vijf robuust uitgevoerde bogen.

### Andrea Palladio
Tussen 1531 en 1538 renoveerde in het even buiten Vicenza gelegen Cricoli de plaatselijke aristocraat Gian Giorgio Trissino (1478 - 1550) zijn geërfde buitenhuis, de Villa Trissino. Hij wilde dat er jonge edelen uit die omgeving hoger onderwijs in konden krijgen. Zoals velen in zijn tijd was Gian Giorgio Trissino erg beïnvloed door de studies van de bouwkundige principes van de Romeinse architect Vitruvius. Gian Giorgio Trissino baseerde zijn ontwerp op een reconstructie van het Romeinse huis volgens Vitruvius met als directe voorbeeld de loggia van de Villa Madama. Hij bracht in zijn villa een loggia met drie Romeinse bogen aan. Tijdens de werkzaamheden ontdekte hij het talent van de aan zijn villa aan het werk zijnde steen- en beeldhouwer Andrea della Gondola (1508-1580). Hij besloot het op zich te nemen zij talent te ontwikkelen, maakte hem vertrouwd met Vitruvius en gaf hem de klassieke naam 'Palladio'
Aan de discussies in Padua die Alvise Cornaro leidde met betrekking tot landontginning en daarbij komende architectonische problemen deden ook Gian Giorgio Trissino en diens protegé Andrea Palladio mee. Zijn verbleven in 1539 en een groot deel van 1540 in Padua. Zo leerden Alvise Cornaro en Andrea Palladio elkaar kennen.
Andrea Palladio werd snel architect en wilde dan ook de kenmerken van de op de Griekse bouwkunst gebaseerde gebouwen van de Romeinse bouwkunst op eigentijdse praktische wijze herintroduceren. Daaronder de Romeinse boog en tempelvormen als het fronton en de pilaar of zuil. Het idee was ook dat door proportioneel juiste verhoudingen toe te passen, zoals symmetrie, een evenwichtige bouwkundige compositie tot stand zou komen. Alhoewel klassieke bouwvormen in die tijd al bij enkele andere gebouwen waren gebruikt, zoals door Rafaël, Alvise Cornaro en Gian Giorgio Trissino, gebeurde dit slechts in beperkte mate. Het was Andrea Palladio die ze in architectonische concepten omzette, verfijnde en tot volle rijpheid bracht. Zo zou hij tussen 1540 en 1580 onder meer stadspaleizen in Vicenza en enkele kerken in Venetië in deze stijl ontwikkelen. Hij zou fameus worden door zijn verfijnde uitvoering van de loggia's ter renovatie van het stadhuis van Vicenza, de Basilica Palladiana genoemd. Als vervolg op de Odeon Cornaro ontwierp Andrea Palladio in Vicenza ook een intiem Romeins amfitheater, het Teatro Olimpico, dat als het oudste nog bestaande overdekte theater uit de Renaissance wordt beschouwd. Met zijn in een halve cirkel geplaatste oplopende rijen met doorlopende zitplaatsen werd het hét voorbeeld voor latere theaterbouw. De uitvoering van de toneelwand daarin werd beroemd.
In het kielzog van de ontginning wilden bezitters van landerijen hierop veelal ook een buitenhuis hebben. Men ging er ook vanuit dat als er zich meerder families op het platteland vestigden het niet snel weer zoals voorheen kans liep ingenomen te worden. In die tijd bouwde men in die omgeving buitenhuizen, de villa suburbana, als een kasteel. Nu wilden opdrachtgevers echter een representatief landhuis dat ook in zekere mate gebruikt kon worden als een villa rustica (boerderij). Het was nu Andrea Palladio die voor de uitdaging stond het daar traditioneel gebouwde 'huis' te transformeren door deze te voorzien van bedrijfs- en opslagruimten, zogenoemde barchessa's, zonder dat dit afbreuk deed aan het representatieve karakter van het landgoed.
Andrea Palladio werd dan ook beroemd om de ruim twintig bijzondere buitenhuizen, Palladiaanse villa's in Veneto, die bij zou ontwikkelen van gebouwen met opvallende Romeinse bogen tot tempelachtige door pilaren gedomineerde bouwwerken. Beschreven zijnde in zijn in 1570 uitgegeven architectuurboek I quattro libri dell'architettura (De vier boeken van architectuur) zouden zijn ontwerpen daarna eeuwenlang in vele variaties wereldwijd geïmiteerd worden. Andrea Palladio werd zelfs in 2010 door het Congres van Verenigde Staten|Amerika tot 'Vader van de Amerikaanse architectuur' uitgeroepen.
- Bibliothèque nationale de France: cb12006922p (data)
- Catàleg d'autoritats de noms i títols de Catalunya: 981058509005006706
- CiNii: DA00652384
- Gemeinsame Normdatei: 104317957
- International Standard Name Identifier: 0000 0001 2347 7387
- Library of Congress Control Number: n79063567
- Nationale Bibliotheek van Israël: 987007280560605171
- Nederlandse Thesaurus van Auteursnamen: 277312728
- RKD-Nederlands Instituut voor Kunstgeschiedenis: 330445
- Istituto Centrale per il Catalogo Unico: BVEV020165
- LIBRIS: 211764
- SNAC: w6bz95j7
- Système universitaire de documentation: 028182588
- Trove: 1141925
- Union List of Artist Names: 500086008
- Virtual International Authority File: 2480646
- WorldCat: E39PBJmP74vvjcXYMRTxxg7GpP